# .ma
.ma為摩洛哥國家及地區頂級域（ccTLD）的域名。此外还有阿拉伯语顶级域名‎。該域名於1993年11月26日啟用。必須是摩洛哥當地的實體才有資格註冊.ma以及.co.ma。其他二级域名（如 .net.ma 或 .gov.ma）的注册受到的限制更多。

## 外部連結
- IANA .ma whois information（页面存档备份，存于）
- Domain Hacks Suggest（页面存档备份，存于）